# Eugen Wellisch
Eugen Wellisch, v maďarštině uváděný jako Wellisch Jenö, v italštině jako Eugen Wellish, (1. října 1924, Budapešť, – 10. května 2005, Daly City) byl maďarský fotbalista slovenského původu, útočník.

## Fotbalová kariéra
V československé lize hrál za ŠK Bratislava. Dal 2 ligové góly. Ve druhé francouzské lize hrál za SO Montpellier.

## Ligová bilance
| Ročník                               | Zápasy | Góly | Klub          |
| ------------------------------------ | ------ | ---- | ------------- |
| Státní liga 1946/1947                | -      | 1    | ŠK Bratislava |
| Státní liga 1947/1948                | -      | 1    | ŠK Bratislava |
| CELKEM Fotbalová liga Československa | -      | 2    |               |